# قرية آيت سيبرن (آيت سيبرن الشلوح)
قرية آيت سيبرن هو دُوَّار يقع بجماعة آيت سيبرن، إقليم الخميسات، جهة الرباط سلا القنيطرة في المملكة المغربية. ينتمي الدوّار لمشيخة آيت سيبرن الشلوح التي تضم 8 دواوير. يقدر عدد سكانه بـ 464 نسمة حسب الإحصاء الرسمي للسكان والسكنى لسنة 2004.

## روابط خارجية
- البوابة الوطنية للجماعات الترابية نسخة محفوظة 12 مارس 2018 على موقع واي باك مشين.
- المندوبية السامية للتخطيط